# كانتون سانتا روزا
كانتون سانتا روزا (بالإنجليزية: Santa Rosa Canton)‏ هو كانتون في الإكوادور، يتبع مقاطعة إل أورو.